# Ellen Samyn
Ellen Samyn, née le 23 septembre 1980 à Roulers, est une femme politique belge, membre du Vlaams Belang (VB).

## Biographie
Ellen Samyn nait le 23 septembre 1980 à Roulers.
Aux élections législatives fédérales de 2019, Ellen Samyn est élue à la Chambre des Représentants.